# توماش بيتا
توماش بيتا (بالبولندية: Tomasz Peta)‏ هو كاهن كاثوليكي بولندي، ولد في 20 أغسطس 1951 في Inowrocław ‏ في بولندا.